# Нижня Лужиця

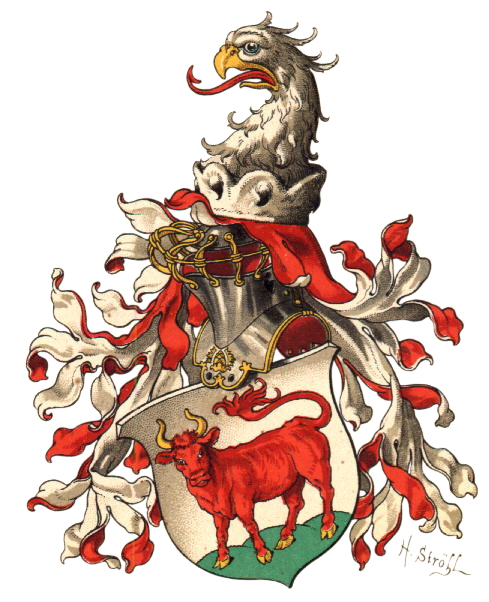
Герб Нижньої Лужиці

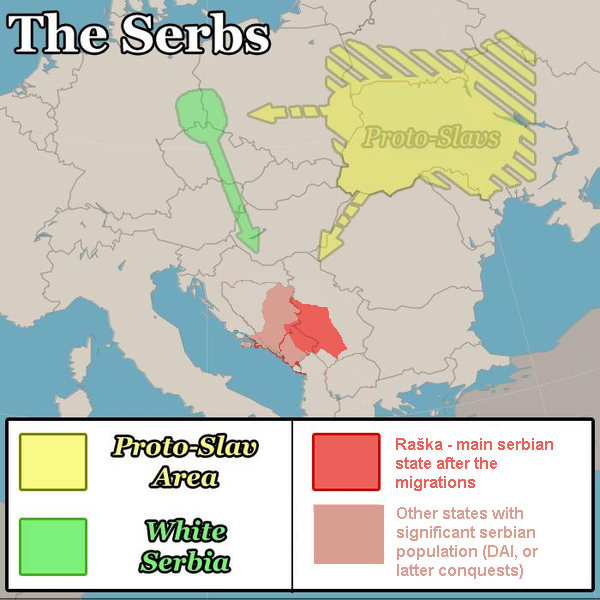
Міграція сорбів в VII ст.

Ни́жня Лу́жиця, Нижній Лаузіц (н.-луж. Dolna Łužyca, нім. Niederlausitz) — історико-географічна область, розташована на землях сучасної Німеччини, в землі Бранденбург і західній Польщі, частина історичного регіону Лужиці.
Тепер у Лужиці поруч з німцями живе слов'янська народність — лужичани (40 тис. осіб). Розмовляють лужичани лужицькою мовою, хоч усі знають німецьку.

## Історія
Лужичани (сорби, венди, лужицькі серби) — один тільки слов'янський народ, що живе не в слов'янській країні. Самоназва — серб'я, сербські люди. Є дві групи говірок — верхньолужицька й нижньолужицька, які складають лужицьку мову західнослов'янської підгрупи слов'янської групи індоєвропейської сім'ї. 
Головне місто Нижньої Лужиці — це Хошебуз (німецькою Котбус). Лужицькі племена прийшли на ці терени з Північних Карпат. У VI ст. н. е. лужицька земля, як і сусідні місця басейну Лаби (по-німецьки — Ельба), були населені слов'янами, що входили до групи полабських або сорбських племен. Найбільшими серед них були: сорби, мільчани, нішани, гломачі, лужичани. 
З VIII ст., й особливо з X ст., сербополабські племена зазнали загарбання від сусідів — франків та інших германців, польських і чеських королів. Тиск германців зростав, знесилені серболужицькі племена не могли чинити годного опору германським та іншим завойовникам.
У XIII ст. племінний поділ полабських слов'ян був зник, і створилося дві області — Верхня Лужиця (де переважали мільчани) і Нижня Лужиця — місце розселення лужичан. 1317 р. обидві Лужиці підкорив був бранденбурзький маркграф Вольдемар, що після його смерті цими землями заволодів уже чеський король Ян Люксембурзький. 
У XV—XVI ст. сюди переселилося багато німецьких робітників через найдені тут корисні копалини. Німецька колонізація послабила зв'язок лужичан із іншими слов'янами. 
Деяка частина лужичан опинилася в Саксонії, а деяка — підпала під пруську корону.